# Sinohippus

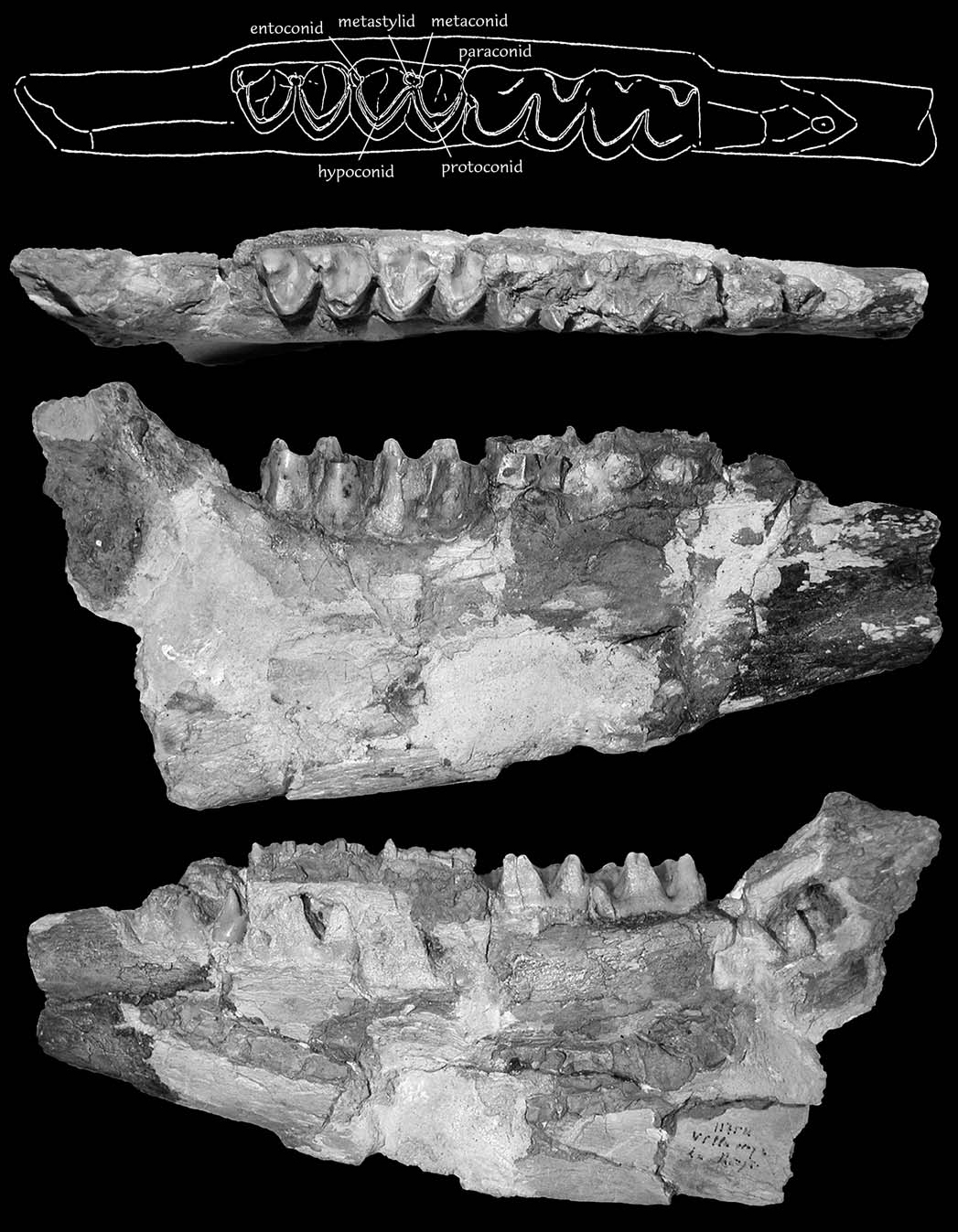
Голотип Sinohippus sampelayoi

Sinohippus («китайський кінь») — викопний рід ссавців з родини коневих і підродини анхітерієві (Anchitheriinae).